# Thomas Rowlandson
Thomas Rowlandson, britanski karikaturist, * julij 1756, † 22. april 1827.

## Galerija
- The Concert
- The Modern Pygmalion
- Stolen Kisses
- Goodbye